# Hendrik I van Tirol
Hendrik I van Tirol (overleden op 14 juni 1190) was van 1180 tot aan zijn dood graaf van Tirol. Hij behoorde tot het huis Tirol.

## Levensloop
Hendrik I was de tweede zoon van graaf Berthold I van Tirol en diens echtgenote Agnes, dochter van graaf Otto I van Ortenburg. 
In 1180 volgde hij samen met zijn oudere broer Berthold II zijn vader op als graaf van Tirol. Na de dood van Berthold II in 1181 regeerde Hendrik I alleen tot aan zijn eigen dood in 1190. Ook was hij voogd van het prinsbisdom Trente.

## Huwelijk en nakomelingen
Hij huwde met Agnes, dochter van heer Adalbero I van Wangen. Ze kregen volgende kinderen:
- Albert IV (overleden in 1253), graaf van Tirol
- een dochter, huwde met graaf Meinhard II van Gorizia
- Agnes, huwde met graaf Hendrik II van Eschenlohe
- Mathilde, huwde met graaf Berthold III van Eschenlohe

Zijn echtgenote Agnes hertrouwde na zijn dood met Meinhard III van Abensberg, graaf van Rottenegg.